# 2053年3月20日日食
2053年3月20日日食为一次在协调世界时2053年3月20日出現的一次日環食。該次日食食分為0.9919，食甚維持時間50秒。

## 概述
這次日食的食分是0.9919，環食維持50秒。

## 基本參數
- 類型：日環食
- 食最大地點資料：
  - 日期：2053年3月20日
  - 時間：7時8分19秒
  - 地點：23S 83E
  - 食分：0.9919
  - 日環食持續時間：50秒

## 外部連結
- NASA未來日食資料（页面存档备份，存于）
- 可見區域圖和時間統計：由弗雷德·埃斯佩纳克做出的日食預報，NASA/GSFC
  - Google互動地圖呈現的日食範圍
  - 貝塞爾元素